# Ideal Esporte Clube
O Ideal Esporte Clube é um clube brasileiro de futebol da cidade de Santo Amaro (antiga Santo Amaro da Purificação), no estado da Bahia. Suas cores são o preto e vermelho.

## História
Com o apoio de João Araújo e Caetano Valladares,o Ideal começou a tomar corpo e forma, passando a fazer parte da história do futebol de Santo Amaro. Contou depois com colaborações do Dr. Edilio Mesquita e Antônio Carteiro que se uniram no trabalho para montar o time.
A primeira sede do clube foi na Avenida Ruy Barbosa (onde atualmente se encontra).
A fundação do clube foi no ano de 1934, embora não haja documentos oficiais (atas), nos papéis existentes no clube como recibos de mensalidade, encontra-se a data de 17 de abril de 1934 como marco inicial do time.
O ano de 1970 marcou a única participação do Ideal Esporte Clube da cidade de Santo Amaro na primeira divisão do campeonato baiano. Nos três anos anteriores tentou a sorte na 2ª Divisão, em 1967 não conseguiu o acesso, em 1968 esteve perto com o vice-campeonato, mas em 1969 devido ao acesso de cinco clubes o Ideal foi junto para a elite.
Na estreia da 1ª divisão assombrou o estado ao vencer o Esporte Clube Bahia por 1 a 0 e depois bater o Esporte Clube Vitória por 2 a 1. Porém os outros resultados foram desastrosos como em derrotas por 7 a 0 e 5 a 1 para o Fluminense de Feira. Dentre 16 clubes ficou na zona de rebaixamento ao final do campeonato e deu adeus para nunca mais retornar. Em 1971 sequer entrou na 2ª Divisão, De lá para cá, o time deixou de disputar o futebol profissional, passando a disputar competições amadoras do município de Santo Amaro, tendo como grandes rivais os clubes de futebol Guarani e Amarantin. Aos 18 de abril de 2014, o Ideal completou 80 anos de fundação. Poucos anos depois surgiu o Botafogo de Santo Amaro que obteve o título da segundona em 1981, assim como o Ideal ficou um ano e foi rebaixado, mas o Botafogo não obteve sucesso contra a dupla Ba-Vi. Apesar de ainda ser filiado a FBF (o Ideal foi desfiliado a muitos anos) o Botafogo ainda vive na sombra da lembrança do Ideal, o time que mais marcou a cidade de Caetano Veloso e Maria Bethânia.

## Títulos

### Estaduais
- Vice-Campeonato Baiano 2ª Divisão: 1968.